# NGC 2649
NGC 2649 is een balkspiraalstelsel in het sterrenbeeld Lynx. Het hemelobject werd op 5 februari 1788 ontdekt door de Duits-Britse astronoom William Herschel.

## Synoniemen
- UGC 4555
- IRAS 08409+3453
- MCG 6-19-18
- KARA 281
- ZWG 179.22
- KUG 0840+348
- PGC 24531